# Monica Bellucci
Monica Anna Maria Bellucci, född 30 september 1964 i Città di Castello, Umbrien, Italien, är en italiensk skådespelare och fotomodell. 
Utöver italienska och engelska talar hon även flytande franska. Med tidgare maken Vincent Cassel (1999–2013) har hon två barn, varav ett är Deva Cassel.

## Filmografi (urval)
- 1992 – Bram Stokers Dracula
- 1997 – Dobermann
- 2000 – Under Suspicion
- 2000 – Malèna
- 2001 – Vargarnas pakt
- 2002 – Asterix & Obelix: Uppdrag Kleopatra
- 2002 – Irréversible
- 2003 – Tears of the Sun
- 2003 – The Matrix Reloaded
- 2003 – The Matrix Revolutions
- 2004 – Prince of Persia: Warrior Within (röstroll i datorspel)
- 2004 – The Passion of the Christ
- 2005 – Bröderna Grimm
- 2007 – Shoot 'Em Up
- 2010 – Trollkarlens lärling
- 2015 – Spectre
- 2017 – Twin Peaks (TV-serie) (1 avsnitt)
- 2018 – Miraklet (TV-serie) (1 avsnitt)
- 2018 – Ring min agent! (TV-serie) (1 avsnitt)
- 2019 – Livets bästa år
- 2024 – Beetlejuice Beetlejuice